# Le Tonnerre rouge
Pour plus de détails, voir Fiche technique et Distribution.
Le Tonnerre rouge (Alien Thunder) est un film québécois réalisé par Claude Fournier et sorti en 1974.

## Synopsis
Dans les années 1890 en Saskatchewan après la rébellion du Nord-Ouest, Almighty Voice est arrêté après avoir tué une vache pour nourrir sa famille. Au cours de son évasion, il ôte involontairement la vie d'un homme et va se retrouver dés lors pourchassé par la Gendarmerie royale du Canada.

## Fiche technique
- Titre original : Alien Thunder
- Titre français : Le Tonnerre rouge
- Réalisation : Claude Fournier
- Scénario : George Malko
- Photographie : Claude Fournier
- Décors : Anne Pritchard
- Costumes : François Laplante
- Musique : Georges Delerue
- Montage : Yves Langlois
- Production : Onyx Films
- Pays :  Québec
- Durée : 93 minutes
- Date de sortie : Canada - 22 février 1974

## Distribution
- Donald Sutherland
- Gordon Tootoosis
- Chief Dan George
- Kevin McCarthy
- Jean Duceppe
- Francine Racette
- Jack Creley